# Керстін Петерсманн
Керстін Петерсманн (нім. Cerstin Petersmann, 27 листопада 1964) — німецька академічна веслувальниця.
Бронзова призерка Олімпійських Ігор 1992 року в складі вісімки, учасниця 1988 року.
Срібна призерка Чемпіонату світу 1990 року в складі розпашної четвірки без стернової, бронзова призерка 1991 року в складі розпашної четвірки без стернової.